# クレヨンしんちゃん 嵐を呼ぶ アッパレ!戦国大合戦
『クレヨンしんちゃん 嵐を呼ぶ アッパレ!戦国大合戦』（クレヨンしんちゃん あらしをよぶ アッパレ せんごくだいかっせん）は、2002年4月20日に劇場公開された日本のアニメーション映画。『クレヨンしんちゃん』の劇場映画シリーズ10作目（映画化10周年記念作品）。上映時間95分。興行収入は約13億円。

## あらすじ
ある夜、野原一家は全員揃って時代劇に出てくるような格好をした美女の夢を見る。しんのすけが幼稚園から帰ると、犬のシロが庭を掘り返していた。その穴から見つけた文箱の中には「おらてんしょうにねんにいる」と読める汚い字とぶりぶりざえもんの絵が描かれた手紙が入っていた。埋めた覚えはないのにと訝しがるしんのすけだが、「おひめさまはちょーびじん」という一文を見て朝の夢を思い出し、「おねいさん」に思いを馳せながら目を閉じる。
目を開けた瞬間、しんのすけは夢で見た泉の畔に立っていた。訳もわからず歩いているうちに、軍勢同士の合戦に遭遇してしまう。最初は時代劇の撮影だと思い込むしんのすけだが、偶然から一人の侍の命を救う。井尻又兵衛由俊（いじり またべえ よしとし）というその侍は、命を救ってくれた恩からしんのすけを自分たちの城、春日城に案内してくれるという。そこには、しんのすけが夢で見た"おねいさん"こと廉姫（れんひめ）がいた。
又兵衛と廉姫が想いを寄せ合っている事を察したしんのすけは2人の仲を取り持とうとするが、2人は身分の違いからお互いの想いを打ち明けられずにいた。
一方、しんのすけの父ひろしと母みさえは、行方不明になったしんのすけの安否を気遣っていた。警察の捜索も手がかりがなく行き詰まっている中、ひろしはしんのすけの残した手紙が気になり、図書館で史料を調べる。そこには「天正2年に戦で野原信之介とその一族が奮戦」との記録があり、しんのすけが戦国時代にタイムスリップしたと確信。家族と共に車に乗り込んだひろしだが、過去に行く方法すら分からない。思いつきからシロが掘った穴の上に車を進めてみる。
その頃しんのすけは、廉姫に初めに来た場所に手紙を埋めてはどうかと提案され、泉の前に文箱を埋めていた。そこに突如ひろしたちを乗せた車が現れ、しんのすけは家族との再会を果たす。急いで現代へ戻ろうとするひろし達だが戻る事はできず、一家はしばらく春日城に滞在することになる。
春日城の城主・春日康綱（かすが やすつな）は、ひろし達から未来ではどの大国もみな滅び去っていることを聞き、政略結婚によって今日の安寧を得ても無意味と考え、廉姫に婚姻を迫る隣国の大大名・大蔵井高虎（おおくらい たかとら）に婚姻解消の旨を伝える。だが、これを受けた大蔵井は2万の兵を率いて春日城へ攻めてきた。又兵衛らがこれを迎え撃つ為に城の守りを固める中、ひろしはこのままでは史実通り、自分達も戦うことになってしまうと恐れていた。
そして始まる春日合戦。初日は大蔵井側が本気ではなかったことにより、両者痛み分けで終わる。二日目、無事に城から脱出していた野原一家だが、しんのすけの言葉をきっかけに戦場へ引き返し、劣勢にあった春日軍に加勢する。自動車を知らない大蔵井軍は大混乱に陥り、春日軍は大蔵井の本陣へ進む。野原家の車に次いで本陣に乗り込んだ又兵衛は、馬廻衆真柄太郎左衛門直高と熾烈な戦いを演じる。その戦いをよそに本陣から逃げ出そうとする高虎をしんのすけが面罵し、家族総出で打ち倒すことに成功する。しんのすけの説得を受け入れ、髻だけを取って戦勝を宣言する又兵衛。こうして春日合戦は終結した。
多数の味方を打ち取られながらも凱旋する春日軍。だが、出迎える廉姫の耳に銃声が届き、又兵衛は胸から血を流し馬から落ちる。又兵衛は、駆け寄るしんのすけに父の形見の右手差しを贈り、息を引き取る。
野原一家は現代へと戻り、久しぶりに我が家へと帰宅した。空には「おじさんの旗」のような雲が流れていた。一方戦国時代でも、廉姫が同じ雲を通して又兵衛へと呼びかけていた。

## 登場人物
『クレヨンしんちゃん』のレギュラーメンバーの基本設定はクレヨンしんちゃんの登場人物一覧および個別記事を参照。
野原しんのすけ（のはら しんのすけ）
庭で自身からの手紙を見つけたことから戦国時代にタイムスリップすることになる。持ち前の明るさで戦国の人々ともすぐに仲良くなる。
戦では、自分勝手な大倉井高虎を叱責したことで怒りを買うが、野原一家で協力して最終的には金的で気絶させる。その後、高虎の首を取ろうとする又兵衛を説得し、ちょんまげのみを取ることで戦は終わった。
5歳児のため、これまで人の死というものに縁がなく、又兵衛から家族が戦死した話や死生観を聞かされた時にはピンと来ていなかったが、又兵衛の死に際には大粒の涙を流し、初めて人の死の悲しみを知ることとなる。
また、図書館の史料には漢字で「野原信之介」と書かれている。
野原ひろし（のはら ひろし）
しんのすけからの手紙に書かれていた「てんしょうにねん」を調べ、その年に起きた出来事について調べる。「しんのすけがいないこの世に未練はない」と言い切り、みさえとひまわりを連れて戦国時代へタイムスリップする。
戦の際には一家で逃げようとしたが、又兵衛達を放ってはおけず自動車で戦地へ乱入し、劣勢だった戦況を引っくり返す。
野原みさえ（のはら みさえ）
行方不明になったしんのすけを心配しており、初めはしんのすけからの手紙の内容を信じてはいなかったが、ひろしとひまわりと共に戦国時代へタイムスリップする。高虎に殺されそうになったしんのすけを、城から出る前に又兵衛から貰った刀で守った。
井尻又兵衛由俊（いじり またべえ よしとし）
春日家に仕える侍。30歳独身。ぼんやりと空を眺めるのが好きで、青地に雲を模った旗印から「青空侍」と呼ばれている。両親と兄弟がいたが、母は病死、父と兄弟はいずれも戦死（討死）している。
戦いに滅法強く、「鬼の井尻」と呼ばれ恐れられている一方で、女性には非常に弱い。しんのすけからは「おマタのおじさん」と呼ばれている。
合戦の最中、敵に狙われていることにも気づかず空を眺めていたが、タイムスリップしてきたしんのすけと共に伏兵の存在にも気づき、命を救われた。その後、康綱の命でしんのすけをしばらく預かることになる。実は廉姫とは幼馴染で、彼女に密かな好意を寄せているが、身分の違いからその想いを頑なに抑え込んでいた。
後に大蔵井高虎が春日国に攻めてきた際、野原一家の助けもあって高虎を討ち取るが、しんのすけの懇願もあって首は取らず、代わりに髷を取った（当時としては、髷を取られることはかなりの恥である）。しかしその後、城へ帰る途中で何者かに撃たれて致命傷を負う。死の間際、しんのすけがやってきたのは自分に国と大切な人を守る猶予を与えるためであったと悟る。ここで自分の父の形見でもある短刀をしんのすけに託し、短刀を首取りに使わなかったことに安堵しつつ息絶えた。彼の死にしんのすけは深く悲しみ、大粒の涙を流した。最後まで廉に自分の想いを明かすことは無かった。
劇場版において数少ない死亡した味方側の登場人物（人間）である。又兵衛を銃撃した者の正体は明かされておらず、大蔵井軍の兵たちも無実を訴えている。
春日廉（かすが れん）
野原一家の夢に出てきた美しい女性。春日家の姫。しんのすけに「廉ちゃん」と呼ばれる。幼馴染である又兵衛に好意を寄せているが、身分の違いから気持ちを打ち明けられずにいた。毎日彼が戦で命を落とさぬよう祈り、密かに想い続けていた。それが野原家の夢に通じ、結果的にしんのすけ達をタイムスリップさせた。
戦国の世の大名の娘としての覚悟は出来ているが、そうした束縛に盲従するのではなく、可能な限り人間らしく生きようとしている。
美しく聡明な女性で、よく他国の殿から縁談を申し込まれているがどれも断っている。作中では大蔵井高虎の元に嫁ぐことになっていたが、父康綱が考えを改めたため高虎との婚姻の話は取り消される。戦の真っ只中でも又兵衛を案じて矢面に飛び出す大胆な一面もある。『カスカベ映画スターズ』では映画の登場人物という形で又兵衛と共に現代に来ており、洋服に興味を持っていた。
春日和泉守康綱（かすが いずみのかみ やすつな）
春日家の当主。武蔵国の小国（春日領）を治める。一国の主としての威厳がある一方、逃亡した家来を咎めない寛大さ、未来からやって来た野原一家の話を受け入れるといった柔軟さも兼ね備えている。妻に先立たれ、息子も戦で亡くしているため、娘である廉を特に大切にしている。家紋は並び矢筈。
野原一家の話を信じ、戦国の世も一時のものと悟り、強国大蔵井家との政略結婚を取り止める。その決断が大蔵井との戦いの火種となったが、それも承知の上だった。
仁右衛門（にえもん）
井尻家の足軽頭で又兵衛の父親の代から仕えている。又兵衛を補佐し戦場では共に戦う。又兵衛の屋敷に夫婦で住み、身の回りの世話や武具の手入れなどをしている。過去に息子を戦で亡くしている。
又兵衛の父親と言ってもよい年齢であり、ふだんは妻とともに若い主人に軽口を叩いているが、心から彼の幸福を願っている。又兵衛の事を「若」と呼び、戦場でも陽気に冗談を飛ばす明るい性格。
又兵衛が死亡した際は、彦蔵や儀助と共に高虎陣営の敗残兵に行き場の無い怒りや悲しみをぶつけていた。
吉兵衛（きちべえ）
鉄砲隊の指揮官。
犬居兵庫助頼久（いぬい ひょうごのすけ よりひさ）
春日家の家老。主君に忠実で、非常に落ち着いた性格の人物である。
榊隼人佐晶忠（さかき はやとのすけ あきただ）
春日家家老。劇中序盤で隣国との合戦に指揮官として出陣する。終盤で大蔵井家の大軍が春日城に押し寄せてきた際に戦いを前に出奔した。
堀川新八郎忠継（ほりかわ しんぱちろう ただつぐ）
春日家家老。みさえの作ったカレーライスを辛いと言った。実直な性格で、しんのすけが康綱に軽い挨拶をしたりケツだけ星人を披露した時や、隼人が去った時には怒りを露わにしていた。
彦蔵（ひこぞう）
元は大蔵井家の足軽であった野伏。
泉の畔を訪れた廉を偶然居合わせたしんのすけ達もろとも襲うが、廉の身を案じて駆け付けた又兵衛に叩き伏せられる。廉の取り成しもあり、成敗どころか金子と併せて再仕官を勧めた又兵衛の懐の深さに惚れ、儀助と共に又兵衛の家来となり、共に大蔵井家の大軍と戦うことになる。顔に大きな傷があり、長い大太刀を持っているのが特徴。
儀助（ぎすけ）
彦蔵の仲間の野伏。彦蔵達と廉やしんのすけを襲った際に又兵衛に倒されたことをきっかけに彦蔵と共に又兵衛の家来となる。巨体の強力で大きな金棒を武器に戦う。
吉乃（よしの）
廉の傍仕えの老女。わりと子供好き。礼儀には厳しいが、廉のことを一番に思っている。廉の又兵衛への想いを知っていると思われる節がある。
お里（おさと）
仁右衛門の妻。戦で息子を亡くしている。勝気な性格で、夫をやり込めることもある。
大蔵井高虎（おおくらい たかとら）
廉姫との婚姻を申し込んできた大名。南蛮鎧を身に付けている。家紋は蛇の目。春日和泉守康綱が申し出を反故にした際に「小国に馬鹿にされた」ことを名分に春日領へ攻め込む。春日領に戦を挑み疲弊したところで和睦を結ばせ姿を見せたところを男は打ち取り、女は連れ去ろうとしていた。
最後は単身逃げ出そうとするが、しんのすけに咎められたことで激昂し、斬りかかるもみさえに阻まれ、その直後にひろしの一撃を顔面に受けた挙句、しんのすけの金的により敗北した。又兵衛により髷を取られた後、兵と共に引き揚げた。
佐久間権兵衛（さくま ごんべえ）
春日城に一番乗りした大蔵井家の武士。一番乗り（一番槍）の戦功を上げるために先を争って攻め入った武士たちの一人で、遠くからでも存在を誇示できる母衣を背負っていた。城内で攻め入って名乗りを上げた後、又兵衛と槍を交わし討ち取られた。
真柄太郎左衛門直高（まがら たろうざえもん なおたか）
大蔵井家馬廻衆として高虎の護衛役を担っている。本陣に斬り込んで来た又兵衛と互角に戦える程の長巻の使い手。最後は大蔵井家の敗北に伴い、又兵衛に自分を斬るよう促すが、その武勇を惜しんだ又兵衛に断られる。
かずま
しんのすけが戦国時代で出会った風間トオルにそっくりな少年。風間と違って自信のない性格かと思われたが、彦蔵達に襲われた時に突如風間のように饒舌になり、必死に逃げ口上を述べていた。しんのすけ曰く「風間くんのご先祖様」（風間本人は「自分のご先祖様は殿様だった」と言っていた）。
ねね
しんのすけが戦国時代で出会った桜田ネネにそっくりな少女。ネネとは異なり大人しく、ウサギが苦手と自称していたが、彦蔵達に襲われた時に野伏の脛を殴り付けたり、おおまさの情けなさに「ウサギがいたら殴りたい」と零したりと、ネネのような一面を見せた。
おおまさ
しんのすけが戦国時代で出会った佐藤マサオにそっくりな少年。威張り屋で大将風を吹かしていたが、彦蔵達に襲われた時にはマサオ同様、一目散に逃げ出す情けない本性を晒した。しんのすけ曰く「マサオくんのご先祖様」。
ぼうしち
しんのすけが戦国時代で出会った、ボーちゃんにそっくりな少年。性格までボーちゃんにそっくりで、しんのすけとノリが合う。

## 制作・エピソード
本作はアニメーション映画ではあるものの、制作に際しては文献調査や時代考証に力が入れられており、戦国時代の風景や生活が、丁寧で詳細に描写されている。戦場での白兵戦も、単なるチャンバラではなく、総合的な組討術の所作が考証されている。これについて作家の鈴木輝一郎は「戦国時代の合戦シーンとして、動画の映像資料として最も正確なもの」と述べている。また、『クレヨンしんちゃん ガチンコ!逆襲のロボとーちゃん』の脚本を務めた劇作家の中島かずきも、第30回東京国際映画祭の特集上映「原恵一の世界」で開かれた原恵一との対談の中で「合戦を飛礫（つぶて）から始める描写をやるのそうないはず。実際の時代劇ではお金がかかるからという理由で飛ばされる『合戦前の段取りとして田んぼを刈る』という場面も丁寧に描かれていてすごいと思った」と述べている。一方で、原は監督にあたり黒澤明の映画を意識したと対談の中で述べており、ラストの合戦シーンで刀を多用したことについて「『七人の侍』の時代の侍は槍が主な武器だったものの、映画の中では刀が使われている。それでも、時代劇なので刀の方が立ち回りがかっこいいと思う。」と述べている。
本作で主要キャラクターが戦で死ぬ場面が出てくることについて、原恵一は「テレビ局や広告代理店などから猛反対されましたが、最終的に原作者である臼井（儀人）さんにプロットを見せて許可をいただきました」と第30回東京国際映画祭のラインナップ発表会の中で振り返っており、「今はテレビ局が主人公の死ぬ場面をやめたりするんですよね。しかし、僕らは子供のころからそういう作品を見て育ったけど、別にひねくれて育っていないですけどね」とも述べている。
原が当初プロットにつけていたタイトルは『青空侍』であった。茂木仁史プロデューサーは「普段はタイトルなんて適当なのに、本作では非常にこだわっていた」と語っている。しかし、興行的に弱いという理由でこのタイトルは不採用となった。文化庁メディア芸術祭アニメーション部門大賞による賞金で作られた関係者配布用DVDのパッケージにこのタイトルを入れている。
春日廉（廉姫）を演じた小林愛は、前作『クレヨンしんちゃん 嵐を呼ぶ モーレツ!オトナ帝国の逆襲』のチャコに続けての出演であり、ケンにぞっこんだった彼女とは正反対に、身分の違いから互いの想いを伝えらない、悲愛が描かれている。
本作品で吉永みどりが初めて登場しない。また原作、アニメ、映画を通して、しんのすけの漢字が初めて出てきた（信之介）。さらに、ひろしが映画で初めて自家用車を運転し、大活躍している。
この作品よりTVシリーズに先駆けて、制作方式がセル画からデジタル彩色に移行した。

## 登場する地名・道具等
春日
正式には武蔵国春日領。春日部市の旧称とされているが、実在しない架空の地名。同名の作中では城一つと宿場町、そして農民たちの畑があるのみで、商人も滅多に立ち寄らない辺鄙な町。領主である春日和泉守が大蔵井との縁談を断ったことから戦場となった。
春日城
春日合戦の舞台となった城。また、劇場版第3作目の『雲黒斎の野望』にも同名の城が登場するが関連性は不明。小高い山を切り出してつくった平山城（丘城）で、頂上に立てられた天守閣から城下を一望できる。本丸に登る道は螺旋状になっていて、渦郭式の縄張として機能している。大名の権威を示すような豪華な施設はあまり見られないが、銃眼つきの塀や櫓を備えた実戦的な城郭である。又兵衛ら城方の軍勢は麓の曲輪内に収容され、防御施設を頼りに攻め手を迎え撃った。曲輪の空間は、攻め手から見えないようにしながら兵を集結させる機能もあり、城門を開いて逆襲に打って出ることを可能にしている。
鉄砲
この時代では、伝来地になぞらえて「種子島」と呼ばれる。原始的な銃であり、銃口から弾丸と火薬を込めるため、銃弾装填に時間がかかる。次弾装填の時間を稼ぐために「防ぎ矢」を行う。当時の銃はライフリングが無いため有効射程が極端に短かった。そのため十分に引きつけてから指揮官の命令で一斉射撃する運用法が作中でよく表現されている。
攻め櫓
春日合戦の際、大蔵井軍が用いた攻城兵器。櫓に車輪をつけて移動できるようにし、高い位置からの攻撃を可能としたもの。城壁を頼りに防戦していた城方の戦列に対して、城壁を超えて焙烙火矢（原始的な手榴弾）を投げ込み混乱させた。しかし櫓上で攻撃を行っていた攻め方の足軽が、又兵衛に腕を矢で射抜かれ、点火した焙烙火矢を櫓内に落としてしまったことで、自爆する形で破壊された。
母衣
「ほろ」または「ぼろ」と読む。侍の背部を大きく膨らませ、自身を目立たせる細工。大蔵井軍では伝令（作中では使番と呼称していた）と城内一番乗りを果たした佐久間権兵衛がこれを用いていた。
南蛮胴
ヨーロッパからもたらされた西洋甲冑（全身鎧）を日本人でも着用できるように調整したもの。西洋甲冑自体が簡単に入手できるものではないため、きわめて入手困難なものだった。また、その重量から攻城戦には不向きとされ敬遠する者もいた。
しかし当時の日本より優れている冶金技術が使われていること、銃弾をはじきやすい形状をしていることなどから、大将として直接戦闘に加わらない大名などは競って求めた。
作中では大蔵井高虎が着用している。
馬廻衆
総大将の親衛隊であり、全員が赤い甲冑に身を包んでいる。武将の信頼篤く、腕に自信のある者のみで構成される。その任務は文字通り総大将の周囲を守ることであり、防衛のために彼らが武器をとる（本陣まで敵が攻めてくる）ことは敗北寸前であることを意味する。
長巻
馬廻衆の一人である真柄太郎左衛門直高が使用している武器。1メートルほどの刀身と、同じほどの長さの柄を持つ。扱い易さと攻撃力が兼ね備えられており、戦国時代に突入して集団戦法が確立するまでは戦場の主力武器として活躍していた。
髻
「もとどり」と読む。丁髷の「マゲ」の部分。もとは兜をかぶった時に蒸れないよう隙間を作るための髪型。これがないと兜がかぶれない（戦ができない）という考え方から「武士の魂」とも考えられ、髻を切られた（魂を失った）武士は武士を辞めねばならなかった。
作中では大蔵井高虎が首の代わりに井尻又兵衛に髻を取られるが、これは武将にとって討ち取られるよりも屈辱的な行為（生き恥を晒す）である。

## キャスト
- 野原しんのすけ - 矢島晶子
- 野原みさえ - ならはしみき
- 野原ひろし - 藤原啓治
- 野原ひまわり - こおろぎさとみ
- 風間くん、シロ[注 5]、かずま[注 5] - 真柴摩利
- ネネちゃん、ねね[注 5] - 林玉緒
- マサオくん、おおまさ[注 5] - 一龍斎貞友
- ボーちゃん、ぼうしち[注 5] - 佐藤智恵
- 井尻又兵衛由俊 - 屋良有作
- 春日廉 - 小林愛
- 仁右衛門 - 緒方賢一
- 吉乃 - 山本圭子
- お里 - 上村典子
- 侍女 - 永島由子
- 鉄砲頭 - 菅原淳一
- 春日家の武将 - 江川央生
- 門番 - 布目貞雄
- 春日和泉守康綱 - 羽佐間道夫
- 犬居兵庫助頼久 - 大塚周夫
- 堀川新八郎忠継 - 納谷六朗
- 榊隼人佐晶忠 - 玄田哲章
- 大蔵井高虎 - 山路和弘
- 真柄太郎左衛門直高、春日家武将[注 5]- 立木文彦
- 侍大将 - 島香裕
- 佐久間権兵衛 - 宇垣秀成
- 大蔵井家の重臣 - 中嶋聡彦
- 馬廻衆 - 柳沢栄治
- 狙撃兵 - 高瀬右光
- 鉄砲足軽 - ダンス☆マン
- 彦蔵 - 宮迫博之（雨上がり決死隊）
- 儀助 - 蛍原徹（雨上がり決死隊）

## スタッフ
| 原作                             | 臼井儀人 (らくだ社) |
| 作画監督                         | 原勝徳 大森孝敏 間々田益男 |
| キャラクターデザイン             | 末吉裕一郎 |
| 美術監督                         | 古賀徹 清水としゆき |
| 撮影監督                         | 梅田俊之 |
| ねんどアニメ                     | 石田卓也 |
| 音楽                             | 荒川敏行 浜口史郎 |
| 録音監督                         | 大熊昭 |
| 編集                             | 岡安肇 小島俊彦 岡安プロモーション 中葉由美子 村井秀明 川崎晃洋 三宅圭貴 |
| チーフプロデューサー             | 茂木仁史 太田賢司 生田英隆 |
| 監督・脚本                       | 原恵一 |
| 絵コンテ                         | 原恵一 水島努 |
| 演出                             | 水島努 |
| 原画                             | 末吉裕一郎 林静香 大塚正実 松下浩美 尾鷲英俊 針金屋英郎 加来哲郎 鎌田祐輔 米田光良 高橋博行 荒谷朋恵 北之原孝将 鈴木大司 清水洋 佐藤雅弘 小山勘助 関口可奈味 石井百合子 小室田治 星野守 松井理和子 松本朋之 荒川真嗣 松山正彦 和泉絹子 大久保修 湯浅悦子 東出太 重本雅博 篠原真紀子 前田一雪 山口保則 茂木琢次 金子志津江 石井智美 中井理恵子 原勝徳 大森孝敏 間々田益男                                      |
| 色彩設計                         | 野中幸子 |
| 動画チェック                     | 小原健二 |
| 動画                             | 京都アニメーション 中峰ちとせ 村山健治 端由美子 中野恵美 佐藤綾 栗田智代 棗田麻奈美 木透富子 大川由美 大橋由巳 河嶋明子 アニメーションDo 古川かおり 東野伊佐子 麻新一 じゃんぐるじむ 宮井真 小西富洋 小島亜妃 梅村朋未 坂口真琴 新村杏子 一居一平 八木綾乃 スタジオダブ マッドハウス アニメTOROTORO OHプロダクション エムアイ 夢弦館 動画工房 座円洞 シンエイ動画 あにまる屋 TNK 武口つるみ 原佳寿美 吉田浩美 |
| 仕上げ                           | 京都アニメーション 竹田朋代 石田奈央美 高木理恵 三浦理奈 下浦亜弓 栗林香織 宮田佳奈 高橋恵子 津田幸恵 上羽あつ乃 ライトフット 今泉ひろみ 石塚一規 井上喜代美 山崎大輔 黒木智子 松浦友紀 杉山珠樹 守屋理恵 井口美幸 そよか 吉村恵子 竹之内咲子 エムアイ トレーススタジオ M オフィス フウ マッドハウス |
| 特殊効果                         | 前川孝 |
| 背景                             | スタジオユニ 天水勝 中村隆 明石聖子 岡部眞由美 高崎あゆみ 鈴木朗 森尾麻紀 久保季美子 楠元祐也 村上良子 榊枝利行 池田玲子 新井由華 袖山卓也 アトリエローク 沼井信朗 森元茂 川口正明 下山和人 OKA SUDARSANA SURATA ARTANA SUTARA WIRTA DEWA KUSUMAJAYA EIRIANTO |
| 背景スキャン                     | SCAN屋 佐藤広明 伊藤審司 |
| 撮影                             | アニメフィルム 末弘孝史 下村博文 大矢創太 野村達哉 渡辺由利夫 松澤秀子 桶田一展 土岐浩司 大森美奈子 大石英勝 川嶋匡詞 桜井洋平 羽鳥貢 花井延昌 佐藤敬子 藤野明彦 手塚智鶴子 |
| 撮影協力                         | ライトフット 箭内光一 河合有紀子 松井健二 角野弘明 谷口尚美 玉木千春 河野守 大木美恵 開陽子 |
| ねんどアニメクルー               | 志賀剛 鈴木徹 堀場久子 |
| CGI                              | 楠部工 つつみのりゆき |
| エンディング合成                 | 柏原健二 |
| タイトル                         | 道川昭 |
| 音響制作                         | オーディオ・プランニング・ユー 音響制作デスク山口さやか 加藤知美 音響制作進行 井澤基 鈴木紀子 |
| レコーディングスタジオ           | APUスタジオ |
| 1st ミキサー                     | 大城久典 |
| 2st ミキサー                     | 内山敬章 |
| アシスタントミキサー             | 田中章喜 山本寿 田口信孝 金子俊也 |
| 効果                             | 松田昭彦 原田敦 （フィズ・サウンド・クリエイション） |
| 効果助手                         | 北方将実 |
| 音楽協力                         | イマジン 齋藤裕二 スコアミキサー 中村充時 |
| 現像                             | 東京現像所 |
| 連載                             | 双葉社 月刊まんがタウン すてきな主婦たち |
|                                  | ドルビーデジタル 一部上映館を除く |
| ドルビーフィルム・コンサルタント | 森幹生 河東努 コンチネンタルファーイースト (株) |
| デジタル光学録音                 | 西尾昇 |
| プロデューサー                   | 山川順市 和田やすし 福吉健 (テレビ朝日) |
| 制作デスク                       | 髙橋渉 木野雄 |
| 制作進行                         | 廣川浩二 西川昭彦 高橋麗奈 荒木元道 |
| 制作                             | シンエイ動画 テレビ朝日 ASATSU-DK |
|                                  | ©臼井儀人／双葉社・シンエイ・テレビ朝日 2002 |

## 主題歌
- オープニング - 「ダメダメのうた」（キングレコード）
  - 作詞、作曲 - LADY Q／編曲 - 森俊也／歌 - LADY Q & 野原しんのすけ（矢島晶子）、野原みさえ（ならはしみき）
- エンディング - 「二中のファンタジー ～体育を休む女の子編～」（avex group）
  - 作詞、作曲、歌 - ダンス☆マン

## 受賞
本作は文化庁メディア芸術祭アニメーション部門大賞を初め数多くの賞を受賞した。これらは、一連の『クレヨンしんちゃん』のシリーズにおいて初めての公式の受賞である。
- 2002年度文化庁メディア芸術祭アニメーション部門大賞[5]
- 2002年度第7回日本インターネット映画大賞・日本映画作品賞
- 2002年 第7回アニメーション神戸個人賞[6]
- 第57回毎日映画コンクールアニメーション映画賞
- 東京アニメアワード2003[7]
  - 劇場部門優秀作品賞
  - 個人賞部門監督賞
- 第22回藤本賞

## VHS・DVD・Blu-ray
- VHS - 2003年3月28日にバンダイビジュアルより発売。
- DVD - 2003年11月28日にバンダイビジュアルより発売。
- Blu-ray - 2023年6月28日にバンダイビジュアルより発売。

## 本作を原案とした映画・スピンオフ
本作を原案とした時代劇作品『BALLAD 名もなき恋のうた』が2009年9月5日に公開され、原案となった本作でもそれに連動した企画が行われた。

### 戦国しんちゃん
実写映画化記念として、2009年内にアニメ『クレヨンしんちゃん』内で放映されたスピンオフ作品。『クレヨンしんちゃん 嵐を呼ぶ アッパレ!戦国大合戦』および『BALLAD 名もなき恋のうた』に関連した話が4週連続で放送された。

#### 伝説の軍扇をさがせだゾ
2009年8月14日/21日放送。1562年、井尻又兵衛と春日の少年少女時代にカスカベタイムパトロール隊としてタイムスリップしてきたしんのすけ達が活躍するという内容。『漫画アクション』18号にコミカライズを掲載。
- カスカベタイムパトロール隊
「戦に必ず勝利する」という歴史を変えうる伝説の軍扇を追って、戦国時代に行く。
  - 野原しんのすけ - 矢島晶子
いつも夫婦喧嘩で勝てない父親のために伝説の軍扇を現代に持ち帰ろうとする。
  - 風間くん - 真柴摩利
  - ネネちゃん - 林玉緒
  - マサオくん - 一龍斎貞友
  - ボーちゃん - 佐藤智恵
- 野原みさえ - ならはしみき
- 野原ひろし - 藤原啓治

- 井尻又兵衛由俊 - 高城元気
- 春日廉 - 福圓美里
- 春日和泉守康綱 - 田原アルノ
- 仁右衛門 - 後藤史彦
- 吉乃 - 瀧本富士子
- お里 - 堀越真己

#### 天下を取るゾ
2009年8月28日放送。野原城の殿様であるしんのすけが、城下の遊園地群雄割拠ランドにお忍びで遊びに行くという内容。
- 野原しんのすけ - 矢島晶子
野原城の城主。父親はすでに隠居している。お忍びの際は、「遊び人のしんさん」を名乗っている。勝手に城を抜け出して遊園地を遊びに行った為、最後は母親にこっ酷くお仕置きされる羽目になった。
- 風間トオル - 真柴摩利
野原城の家老。勝手に城を抜け出したしんのすけと共に行動していたが、最後は先代城主と共に母親にお仕置きされているしんのすけを見ながらぼやいていた。
- 桜田ネネ - 林玉緒
- 佐藤マサオ - 一龍斎貞友
- ボーちゃん - 佐藤智恵
- 野原みさえ - ならはしみき
- 野原ひろし - 藤原啓治
野原城の先代城主。既に隠居しているが、勝手に城を抜け出す息子には手を焼いており、心休まぬ日々を送っている。最後は家老と共に妻にお仕置きされているしんのすけを見ながらぼやいていた。

- 井尻又兵衛由俊
この作中では十代前半～半ばほどの容姿である。ジェットコースターが苦手でトオルと意気投合する。
- 春日廉
又兵衛と同様の年齢の容姿でかかれている。姫ゆえの世間知らずな性格からか危険そうなものが大好きで、しんのすけと2人でジェットコースターに乗りたがる。

#### 恋の戦国メモリーだゾ
2009年9月4日放送。現代を舞台に、井尻又兵衛由俊と春日廉の生まれ変わりのような2人を中心に描いた内容（そのため、いつも通りの設定のレギュラーメンバーの設定や名称は割愛する）。『BALLAD 名もなき恋のうた』のキャストが登場。途中所々で映画の実写シーンが「夢の内容」としてはさまれる構成がとられた。なお、新垣結衣は『フレフレ少女』の番宣「応援フレフレお尻もフレフレスペシャル!!」の百山桃子役以来の『しんちゃん』への出演となる。
- 又郎 - 草彅剛
常に竹刀を手に持っている大学生。最近綺麗なお姫様に仕えている夢を見るようになっていた。近所の店のカレーコロッケが大好きで、初対面のしんのすけや風間にそれを振舞うなど温厚で子供好きの性格だが、弱いものが危機に立たされているのを見た時に又兵衛を髣髴させるような勇ましい一面を見せた。顔は声を務めた草彅そのものである。
- 廉 - 新垣結衣
夢に出た侍に恋をし、その侍に似た又郎の自宅付近をこっそりストーキングしていた女子大生。引っ込み思案で又郎のこととなるといささか暴走気味になる性格だが、ゴミをポイ捨てした不良を見たときには廉姫を髣髴させるような毅然とした態度を取り、彼らを注意した。